# What About My Dreams?
What About My Dreams? – singel węgierskiej piosenkarki Kati Wolf napisany przez Viktora Rakonczaia, Gergő Rácza, Johnny’ego K. Palmera i Pétra Gesztiego oraz wydany na drugiej płycie studyjnej artystki zatytułowanej Vár a holnap z 2011 roku.
W 2011 roku utwór reprezentował Węgry podczas 56. Konkursu Piosenki Eurowizji. Przed rozegraniem konkursu był głównym faworytem do wygrania finału. 12 maja Wolf zaprezentowała go w pierwszym półfinale konkursu i z siódmego miejsca awansowała do finału, w którym zajęła ostatecznie 22. miejsce.
Oprócz anglojęzycznej wersji singla, piosenkarka nagrała utwór także w języku węgierskim – „Szerelem, miért múlsz?”.

## Lista utworów
CD single
1. „What About My Dreams?” – 4:09
2. „What About My Dreams?” (Karaoke) – 4:10
3. „What About My Dreams?” (Eurovision Hunglish Edit) – 3:01
4. „What About My Dreams?” (Eurovision Karaoke Edit) – 3:00

## Notowania na listach przebojów
| Kraj            | Lista (2011)              | Najwyższe miejsce |
| --------------- | ------------------------- | ----------------- |
| Węgry           | Singles Top 40            | 1                 |
| Belgia          | Singles Top 100 (Flandia) | 45                |
| Austria         | Singles Top 75            | 47                |
| Szwajcaria      | Singles Top 75            | 53                |
| Wielka Brytania | Singles Top 100           | 128               |